# La Creu dels Tres Batlles
La Creu dels Tres Batlles és una muntanya de 413,8 metres que es troba entre els municipis de Rubí i d'Ullastrell, a la comarca del Vallès Occidental.
A un costat del cim podem trobar-hi un vèrtex geodèsic (referència 285119001).